# Großer Preis von Sachir 2020
Der Große Preis von Sachir 2020 (offiziell Formula 1 Rolex Sakhir Grand Prix 2020) fand am 6. Dezember auf dem Bahrain International Circuit in as-Sachir statt und war das 16. Rennen der Formel-1-Weltmeisterschaft 2020.

## Bericht

### Hintergründe
Lewis Hamilton stand seit dem Großen Preis der Türkei als Weltmeister fest; nach dem Großen Preis von Bahrain betrug sein Vorsprung 131 Punkte auf Valtteri Bottas und 143 Punkte auf Max Verstappen. In der Konstrukteurswertung stand Mercedes bereits seit dem Großen Preis der Emilia-Romagna als Weltmeister fest; hier betrug der Vorsprung nach dem Großen Preis von Bahrain 259 Punkte auf Red Bull Racing und 362 Punkte auf McLaren.
Aufgrund der COVID-19-Pandemie wurden verschiedene Rennen der Formel-1-Weltmeisterschaft 2020 abgesagt oder verschoben. Am 25. August veröffentlichten die Veranstalter der Formel-1-Weltmeisterschaft die letzten vier Rennen des überarbeiteten Rennkalenders. Darunter waren auch zwei Rennen auf dem Bahrain International Circuit. Da es pro Saison nur einen Grand Prix pro Land geben kann, musste das zweite Rennen einen anderen Namen tragen. Die Veranstalter wählten daher für das zweite Rennen die Bezeichnung Großer Preis von Sachir, während das erste Rennen am 29. November die übliche Bezeichnung Großer Preis von Bahrain trug. Im Unterschied zum Großen Preis von Bahrain wurde der Große Preis von Sachir auf der Streckenvariante Outer Circuit ausgetragen, womit erstmals in der Geschichte der Formel-1-Weltmeisterschaft innerhalb einer Saison zwei Rennen auf unterschiedlichen Varianten der gleichen Rennstrecke stattfanden.
Vor dem Rennwochenende gab es insgesamt drei Fahrerwechsel: Wegen seiner beim Großen Preis von Bahrain erlittenen Verletzungen trat Romain Grosjean nicht zu diesem Grand Prix an und wurde bei Haas durch Ersatzfahrer Pietro Fittipaldi vertreten. Hamilton wurde im Vorfeld des Grand Prix positiv auf SARS-CoV-2 getestet und nahm damit ebenfalls nicht an diesem Rennen teil. Er wurde bei diesem Grand Prix durch Williams-Fahrer George Russell vertreten. Russells Platz bei Williams nahm bei diesem Rennen der dortige Ersatzfahrer Jack Aitken ein. Aitken und Fittipaldi debütierten bei diesem Grand Prix in der Formel-1-Weltmeisterschaft. Dieser Grand Prix war somit das erste Rennen der Formel-1-Weltmeisterschaft seit dem Großen Preis von Brasilien 2006, zu dem Hamilton nicht gemeldet war. Es war zudem der erste Grand Prix für Mercedes, an dem das Team ohne einen amtierenden oder ehemaligen Formel-1-Weltmeister antrat.
Da der Große Preis von Sachir erstmals ausgetragen wurde, trat kein ehemaliger Sieger zu diesem Grand Prix an.
Als Rennkommissare für dieses Rennwochenende fungierten Garry Connelly (AUS), Loic Bacquelaine (BEL), Mika Salo (FIN) und Mazen Al Hilli (BHR).

### Training
Im ersten freien Training war Russell mit einer Rundenzeit von 54,546 Sekunden Schnellster vor Verstappen und Alexander Albon.
Im zweiten freien Training erzielte Russell erneut die Bestzeit, diesmal mit einer Rundenzeit von 54,713 Sekunden. Zweiter wurde Verstappen vor Sergio Pérez.
Im dritten freien Training war Verstappen mit einer Rundenzeit von 54,064 Sekunden Schnellster vor Bottas und Pierre Gasly.

### Qualifying
Das Qualifying bestand aus drei Teilen mit einer Nettolaufzeit von 45 Minuten. Im ersten Qualifying-Segment (Q1) hatten die Fahrer 18 Minuten Zeit, um sich für das Rennen zu qualifizieren. Alle Fahrer, die im ersten Abschnitt eine Zeit erzielten, die maximal 107 Prozent der schnellsten Rundenzeit betrug, qualifizierten sich für den Grand Prix. Die besten 15 Fahrer erreichten den nächsten Teil. Bottas war Schnellster. Die Haas-Piloten, Kimi Räikkönen sowie die Williams-Fahrer schieden aus.
Der zweite Abschnitt (Q2) dauerte 15 Minuten. Die schnellsten zehn Piloten qualifizierten sich für den dritten Teil des Qualifyings und mussten mit den hier verwendeten Reifen das Rennen starten, alle anderen hatten freie Reifenwahl für den Rennstart. Die Mercedes-Fahrer fuhren ihre schnellste Runde auf der Medium-Mischung, alle übrigen Piloten auf Soft. Verstappen war Schnellster. Lando Norris, Antonio Giovinazzi, Sebastian Vettel, Albon und Esteban Ocon schieden aus.
Der letzte Abschnitt (Q3) ging über eine Zeit von zwölf Minuten, in denen die ersten zehn Startpositionen vergeben wurden. Bottas fuhr mit einer Rundenzeit von 53,377 Sekunden die Bestzeit vor Russell und Verstappen. Es war die 16. Pole-Position für Bottas in der Formel-1-Weltmeisterschaft, davon die fünfte in dieser Saison. Außerdem war es die niedrigste jemals in der Formel-1-Weltmeisterschaft erzielte Rundenzeit, diese hatte bis dahin Niki Lauda im Qualifying zum Großen Preis von Frankreich 1974 gehalten. Es war für Russell zudem das erste Mal, dass er in seiner Karriere in der Formel-1-Weltmeisterschaft im Qualifying von seinem Teamkollegen geschlagen wurde.

### Rennen
Russell konnte beim Start Bottas direkt überholen und die Führung übernehmen. Hinter den beiden Mercedes begann ein Dreikampf um den dritten Platz zwischen Leclerc, Verstappen und Pérez. Als die drei durch Kurve vier fuhren, bremste Leclerc zu spät und traf Pérez, was dazu führte, dass der Mexikaner sich drehte und Leclercs vordere linke Aufhängung beschädigte. Verstappen wurde langsamer und kam in die Kurve, konnte aber nicht rechtzeitig wenden, um der Barriere an der Außenseite der Kurve auszuweichen. Der Vorfall löste ein Safety-Car aus. Leclerc und Verstappen schieden aus, Pérez konnte wieder einsteigen und fiel nach einem Reifenwechsel ans Ende des Feldes zurück. Nach dem Rennen wurde Leclerc für seine Beteiligung an dem Vorfall mit drei Startplätzen für den Großen Preis von Abu Dhabi bestraft.
Das Safety-Car wurde in Runde 7 zurückgezogen, und Russell baute seinen Vorsprung vor Bottas allmählich aus. Dahinter komplettierten Carlos Sainz jr. und Lance Stroll sowie die Fahrer von AlphaTauri und Renault die Top Acht. Pérez kämpfte sich in der 20. Runde auf den zehnten Platz vor und lag somit in den Punkterängen. In der 50. Runde hatten alle Teams ihre ersten Boxenstopps absolviert. Die ersten drei waren Russell, Bottas und McLarens Sainz jr. Pérez, der einen zweiten Stopp eingelegt hatte, um frische Reifen zu holen, belegte den neunten Platz.
In Runde 54 schied Nicholas Latifi mit seinem Williams nach Kurve 8 wegen eines Öllecks aus, was ein virtuelles Safety-Car (VSC) auslöste. Mehrere Fahrer hinter den beiden führenden Mercedes gingen zum Reifenwechsel an die Box. Sainz jr. und Daniel Ricciardo waren überrascht, wie kurz der VSC war, und gingen unter Rennbedingungen an die Box. Pérez, der während dieser Safety-Car-Phase nicht an die Box ging, kämpfte sich auf den dritten Platz vor, gefolgt von Ocon auf dem vierten und Stroll auf dem fünften Platz.
In Runde 61 drehte sich Aitken, der für Williams auf dem 15. Platz fuhr, und schlug in der letzten Kurve seinen Frontflügel ab, der zu Beginn der Boxengeraden auf der Strecke liegen blieb. Das zweite virtuelle Safety-Car des Rennens wurde gerufen, um den Streckenposten zu ermöglichen, den Flügel von der Strecke zu entfernen. Mercedes beschloss, beide Fahrer in Runde 63 an die Box zu schicken. Zu diesem Zeitpunkt wurde das virtuelle Safety-Car in ein vollständiges Safety-Car umgewandelt. Probleme mit der Funkkommunikation mit den Reifenteams von Mercedes führten zu Verwirrung darüber, welches Reifenteam sich zuerst vorbereiten sollte. Russell wurde illegal mit Bottas‘ Vorderreifen rausgeschickt, und Bottas blieb fast eine halbe Minute in der Box, bevor er mit denselben Reifen rausgeschickt wurde, mit denen er gekommen war, nachdem Mercedes den Fehler erkannte. Russell war dann gezwungen, in der nächsten Runde erneut an die Box zu fahren, um einen Satz seiner eigenen Reifen zu montieren. Aufgrund der Mercedes-Boxenfehler landete Bottas auf dem vierten und Russell auf dem fünften Platz, hinter Pérez, Ocon und Stroll auf den ersten drei Plätzen.
Als das Safety-Car in Runde 69 endete, wurden die vier besten Fahrer von Russell verfolgt, der als einziger unter ihnen frische Reifen hatte. Russell konnte Bottas, Stroll und Ocon in dieser Reihenfolge in Runde 73 überholen, landete auf dem zweiten Platz und jagte Pérez um die Führung des Rennens. Bottas fiel mit seinen abgenutzten harten Reifen auf den neunten Platz zurück und wurde von Russell, Sainz jr., Ricciardo, Albon und Daniil Kwyat auf frischeren Medium-Reifen überholt. In Runde 78 erlitt Russells Auto einen Reifenschaden hinten links und musste erneut an die Box, um einen neuen Reifensatz zu holen. Als er auf dem 14. Platz landete, konnte sich Russell in den Schlussrunden mit seinen neuen Soft-Reifen bis auf den neunten Platz vorkämpfen und sich seine ersten Fahrer-WM-Punkte sowie einen Punkt für die schnellste Runde des Rennens sichern, Russells schnellste Runde mit 55,404 Sekunden war die erste zweitschnellste Rennrunde unter 60 Sekunden in der 70-jährigen Geschichte des Sports und übertraf damit den Rekord für die kürzeste schnellste Rennrundendauer von 1:00,00, den Jody Scheckter 1974 beim Großen Preis von Frankreich aufgestellt hatte.
Pérez gewann schlussendlich das Rennen vor Ocon und Stroll. Es war der erste Sieg für Pérez und für Racing Point in der Formel-1-Weltmeisterschaft. Für Ocon war es die erste Podestplatzierung. Stroll erzielte seine zweite Podestplatzierung der Saison. Die übrigen Punkteplatzierungen belegten Sainz jr., Ricciardo, Albon, Kwjat, Bottas, Russell und Norris.
In der Fahrerwertung blieben die ersten drei Positionen unverändert. In der Konstrukteurswertung standen die ersten beiden Positionen bereits fest, Racing Point war nun wieder Dritter.

## Meldeliste
| Team                          | Nr. | Fahrer             | Chassis                            | Motor                              | Reifen |
| ----------------------------- | --- | ------------------ | ---------------------------------- | ---------------------------------- | ------ |
| Mercedes-AMG Petronas F1 Team | 63  | George Russell     | Mercedes-AMG F1 W11 EQ Performance | Mercedes-AMG F1 M11 EQ Performance | P      |
| Mercedes-AMG Petronas F1 Team | 77  | Valtteri Bottas    | Mercedes-AMG F1 W11 EQ Performance | Mercedes-AMG F1 M11 EQ Performance | P      |
| Scuderia Ferrari              | 05  | Sebastian Vettel   | Ferrari SF1000                     | Ferrari 065                        | P      |
| Scuderia Ferrari              | 16  | Charles Leclerc    | Ferrari SF1000                     | Ferrari 065                        | P      |
| Aston Martin Red Bull Racing  | 33  | Max Verstappen     | Red Bull Racing RB16               | Honda RA620H                       | P      |
| Aston Martin Red Bull Racing  | 23  | Alexander Albon    | Red Bull Racing RB16               | Honda RA620H                       | P      |
| McLaren F1 Team               | 55  | Carlos Sainz jr.   | McLaren MCL35                      | Renault E-Tech 20                  | P      |
| McLaren F1 Team               | 04  | Lando Norris       | McLaren MCL35                      | Renault E-Tech 20                  | P      |
| Renault DP World F1 Team      | 03  | Daniel Ricciardo   | Renault R.S.20                     | Renault E-Tech 20                  | P      |
| Renault DP World F1 Team      | 31  | Esteban Ocon       | Renault R.S.20                     | Renault E-Tech 20                  | P      |
| Scuderia AlphaTauri Honda     | 26  | Daniil Kwjat       | AlphaTauri AT01                    | Honda RA620H                       | P      |
| Scuderia AlphaTauri Honda     | 10  | Pierre Gasly       | AlphaTauri AT01                    | Honda RA620H                       | P      |
| BWT Racing Point F1 Team      | 11  | Sergio Pérez       | Racing Point RP20                  | BWT Mercedes                       | P      |
| BWT Racing Point F1 Team      | 18  | Lance Stroll       | Racing Point RP20                  | BWT Mercedes                       | P      |
| Alfa Romeo Racing Orlen       | 07  | Kimi Räikkönen     | Alfa Romeo Racing C39              | Ferrari 065                        | P      |
| Alfa Romeo Racing Orlen       | 99  | Antonio Giovinazzi | Alfa Romeo Racing C39              | Ferrari 065                        | P      |
| Haas F1 Team                  | 51  | Pietro Fittipaldi  | Haas VF-20                         | Ferrari 065                        | P      |
| Haas F1 Team                  | 20  | Kevin Magnussen    | Haas VF-20                         | Ferrari 065                        | P      |
| Williams Racing               | 89  | Jack Aitken        | Williams FW43                      | Mercedes-AMG F1 M11 EQ Performance | P      |
| Williams Racing               | 06  | Nicholas Latifi    | Williams FW43                      | Mercedes-AMG F1 M11 EQ Performance | P      |

## Klassifikationen

### Qualifying
| Pos.                                                                      | Fahrer             | Konstrukteur              | Q1       | Q2       | Q3       | Start |
| ------------------------------------------------------------------------- | ------------------ | ------------------------- | -------- | -------- | -------- | ----- |
| 01                                                                        | Valtteri Bottas    | Mercedes                  | 0:53,904 | 0:53,803 | 0:53,377 | 01    |
| 02                                                                        | George Russell     | Mercedes                  | 0:54,160 | 0:53,819 | 0:53,403 | 02    |
| 03                                                                        | Max Verstappen     | Red Bull Racing-Honda     | 0:54,037 | 0:53,647 | 0:53,433 | 03    |
| 04                                                                        | Charles Leclerc    | Ferrari                   | 0:54,249 | 0:53,825 | 0:53,613 | 04    |
| 05                                                                        | Sergio Pérez       | Racing Point-BWT Mercedes | 0:54,236 | 0:53,787 | 0:53,790 | 05    |
| 06                                                                        | Daniil Kwjat       | AlphaTauri-Honda          | 0:54,346 | 0:53,856 | 0:53,906 | 06    |
| 07                                                                        | Daniel Ricciardo   | Renault                   | 0:54,388 | 0:53,871 | 0:53,957 | 07    |
| 08                                                                        | Carlos Sainz jr.   | McLaren-Renault           | 0:54,450 | 0:53,818 | 0:54,010 | 08    |
| 09                                                                        | Pierre Gasly       | AlphaTauri-Honda          | 0:54,207 | 0:53,941 | 0:54,154 | 09    |
| 10                                                                        | Lance Stroll       | Racing Point-BWT Mercedes | 0:54,595 | 0:53,840 | 0:54,200 | 10    |
| 11                                                                        | Esteban Ocon       | Renault                   | 0:54,309 | 0:53,995 | –        | 11    |
| 12                                                                        | Alexander Albon    | Red Bull Racing-Honda     | 0:54,620 | 0:54,026 | –        | 12    |
| 13                                                                        | Sebastian Vettel   | Ferrari                   | 0:54,301 | 0:54,175 | –        | 13    |
| 14                                                                        | Antonio Giovinazzi | Alfa Romeo Racing-Ferrari | 0:54,523 | 0:54,377 | –        | 14    |
| 15                                                                        | Lando Norris       | McLaren-Renault           | 0:54,194 | 0:54,693 | –        | 15    |
| 16                                                                        | Kevin Magnussen    | Haas-Ferrari              | 0:54,705 | –        | –        | 16    |
| 17                                                                        | Nicholas Latifi    | Williams-Mercedes         | 0:54,796 | –        | –        | 17    |
| 18                                                                        | Jack Aitken        | Williams-Mercedes         | 0:54,892 | –        | –        | 18    |
| 19                                                                        | Kimi Räikkönen     | Alfa Romeo Racing-Ferrari | 0:54,963 | –        | –        | 19    |
| 20                                                                        | Pietro Fittipaldi  | Haas-Ferrari              | 0:55,426 | –        | –        | 20    |
| 107-Prozent-Zeit: 0:57,677 min (bezogen auf Q1-Bestzeit von 0:53,904 min) |                    |                           |          |          |          |       |

### Rennen
| Pos. | Fahrer             | Konstrukteur              | Runden | Stopps | Zeit        | Start | Schnellste Runde |
| ---- | ------------------ | ------------------------- | ------ | ------ | ----------- | ----- | ---------------- |
| 01   | Sergio Pérez       | Racing Point-BWT Mercedes | 87     | 2      | 1:31:15,114 | 05    | 0:56,789 (69.)   |
| 02   | Esteban Ocon       | Renault                   | 87     | 1      | + 10,518    | 11    | 0:57,350 (75.)   |
| 03   | Lance Stroll       | Racing Point-BWT Mercedes | 87     | 1      | + 11,869    | 10    | 0:57,388 (85.)   |
| 04   | Carlos Sainz jr.   | McLaren-Renault           | 87     | 2      | + 12,580    | 08    | 0:57,165 (80.)   |
| 05   | Daniel Ricciardo   | Renault                   | 87     | 2      | + 13,330    | 07    | 0:56,979 (57.)   |
| 06   | Alexander Albon    | Red Bull Racing-Honda     | 87     | 2      | + 13,842    | 12    | 0:57,056 (52.)   |
| 07   | Daniil Kwjat       | AlphaTauri-Honda          | 87     | 2      | + 14,534    | 06    | 0:57,001 (80.)   |
| 08   | Valtteri Bottas    | Mercedes                  | 87     | 2      | + 15,389    | 01    | 0:56,563 (60.)   |
| 09   | George Russell     | Mercedes                  | 87     | 4      | + 18,556    | 02    | 0:55,404 (80.)   |
| 10   | Lando Norris       | McLaren-Renault           | 87     | 2      | + 19,541    | 19    | 0:57,270 (85.)   |
| 11   | Pierre Gasly       | AlphaTauri-Honda          | 87     | 2      | + 20,527    | 09    | 0:57,220 (53.)   |
| 12   | Sebastian Vettel   | Ferrari                   | 87     | 3      | + 22,611    | 13    | 0:56,905 (56.)   |
| 13   | Antonio Giovinazzi | Alfa Romeo Racing-Ferrari | 87     | 2      | + 24,111    | 14    | 0:56,887 (56.)   |
| 14   | Kimi Räikkönen     | Alfa Romeo Racing-Ferrari | 87     | 3      | + 26,153    | 18    | 0:57,375 (56.)   |
| 15   | Kevin Magnussen    | Haas-Ferrari              | 87     | 2      | + 32,370    | 15    | 0:57,516 (57.)   |
| 16   | Jack Aitken        | Williams-Mercedes         | 87     | 3      | + 33,674    | 17    | 0:57,392 (56.)   |
| 17   | Pietro Fittipaldi  | Haas-Ferrari              | 87     | 3      | + 36,858    | 20    | 0:57,742 (56.)   |
| –    | Nicholas Latifi    | Williams-Mercedes         | 52     | 1      | DNF         | 16    | 0:58,206 (29.)   |
| –    | Max Verstappen     | Red Bull Racing-Honda     | 0      | 0      | DNF         | 03    | –                |
| –    | Charles Leclerc    | Ferrari                   | 0      | 0      | DNF         | 04    | –                |

## WM-Stände nach dem Rennen
Die ersten zehn des Rennens bekamen 25, 18, 15, 12, 10, 8, 6, 4, 2 bzw. 1 Punkt(e). Zusätzlich gab es einen Punkt für die schnellste Rennrunde, da der Fahrer unter den ersten zehn landete.

### Fahrerwertung
| Pos. | Fahrer           | Konstrukteur              | Punkte |
| ---- | ---------------- | ------------------------- | ------ |
| 01   | Lewis Hamilton   | Mercedes                  | 332    |
| 02   | Valtteri Bottas  | Mercedes                  | 205    |
| 03   | Max Verstappen   | Red Bull Racing-Honda     | 189    |
| 04   | Sergio Pérez     | Racing Point-BWT Mercedes | 125    |
| 05   | Daniel Ricciardo | Renault                   | 112    |
| 06   | Charles Leclerc  | Ferrari                   | 98     |
| 07   | Carlos Sainz jr. | McLaren-Renault           | 97     |
| 08   | Alexander Albon  | Red Bull Racing-Honda     | 93     |
| 09   | Lando Norris     | McLaren-Renault           | 87     |
| 10   | Lance Stroll     | Racing Point-BWT Mercedes | 74     |
| 11   | Pierre Gasly     | AlphaTauri-Honda          | 71     |
| 12   | Esteban Ocon     | Renault                   | 60     |

| Pos. | Fahrer             | Konstrukteur                 | Punkte |
| ---- | ------------------ | ---------------------------- | ------ |
| 13   | Sebastian Vettel   | Ferrari                      | 33     |
| 14   | Daniil Kwjat       | AlphaTauri-Honda             | 32     |
| 15   | Nico Hülkenberg    | Racing Point-BWT Mercedes    | 10     |
| 16   | Kimi Räikkönen     | Alfa Romeo Racing-Ferrari    | 4      |
| 17   | Antonio Giovinazzi | Alfa Romeo Racing-Ferrari    | 4      |
| 18   | George Russell     | Williams-Mercedes / Mercedes | 3      |
| 19   | Romain Grosjean    | Haas-Ferrari                 | 2      |
| 20   | Kevin Magnussen    | Haas-Ferrari                 | 1      |
| 21   | Nicholas Latifi    | Williams-Mercedes            | 0      |
| 22   | Jack Aitken        | Williams-Mercedes            | 0      |
| 23   | Pietro Fittipaldi  | Haas-Ferrari                 | 0      |

### Konstrukteur
| Pos. | Konstrukteur              | Punkte |
| ---- | ------------------------- | ------ |
| 1    | Mercedes                  | 540    |
| 2    | Red Bull Racing-Honda     | 282    |
| 3    | Racing Point-BWT Mercedes | 194    |
| 4    | McLaren-Renault           | 184    |
| 5    | Renault                   | 172    |

| Pos. | Konstrukteur              | Punkte |
| ---- | ------------------------- | ------ |
| 06   | Ferrari                   | 131    |
| 07   | AlphaTauri-Honda          | 103    |
| 08   | Alfa Romeo Racing-Ferrari | 8      |
| 09   | Haas-Ferrari              | 3      |
| 10   | Williams-Mercedes         | 0      |